# Арабське завоювання Північної Африки
До арабського завоювання Північна Африка була під владою Візантійської імперії. Основними політичними центрами були Карфаген (сучасний Туніс) та Олександрія (Єгипет). Місцеве населення, включаючи берберів, часто виступало проти візантійського панування через високі податки та релігійні конфлікти (монофізитство та донатизм). Араби, натхненні ісламськими завоюваннями після смерті пророка Мухаммеда (632 р.), прагнули поширити свою владу на нові території. До початку VII століття халіфат Омейядів уже контролював Аравійський півострів, Левант, Персію та Єгипет.

## Основні етапи завоювання
1. Завоювання Єгипту (639–642)
  - Очолив похід Амр ібн аль-Ас.
  - Візантійці зазнали поразки, а Олександрія була захоплена у 642 році.
  - Єгипет став ключовим плацдармом для подальших завоювань у Магрибі.
2. Наступ на Лівію (642–670)
  - Арабські війська Абдаллаха ібн Саада швидко просунулися через Киренаїку та Триполітанію (сучасна Лівія).
  - Опір візантійців і місцевих берберських племен був слабким через відсутність сильної централізованої влади.
3. Завоювання Іфрикії (670–698)
  - У 670 році Укбою ібн Нафі було засновано місто Кайруан (сучасний Туніс) ― першу арабську базу в регіоні.
  - У 680-х роках берберські племена під проводом берберських правителів Кусейли і Кахіни організували потужний опір.
  - Остаточне захоплення Карфагена в 698 році під орудою Гасана ібн аль-Нумана та закріплення арабської влади в Іфрикії.
4. Підкорення Магрибу (700–740)
  - Завоювання Мусою ібн Нусайром сучасних Алжиру, Марокко та Мавританії.
  - Берберські племена поступово прийняли іслам, хоча опір тривав до середини VIII століття.
  - У 739—743 роках відбулося Велике берберське повстання, яке тимчасово послабило арабське панування.

## Наслідки завоювання
- Ісламізація та арабізація регіону: Місцеві жителі поступово перейшли в іслам, хоча берберські традиції зберігалися.
- Кінець візантійського впливу: Арабське панування замінило візантійську адміністрацію та встановило ісламське управління.
- Формування нових держав: Наприкінці VIII століття з'явилися незалежні берберсько-мусульманські держави, такі як Аглабіди та Фатіміди.
- Вплив на Європу: Звідси розпочалося завоювання мусульманами Іберійського півострова (711 р.).